# Río Huequén
El río Huequén es un curso natural de agua que nace al noreste de la ciudad de Victoria (Chile) y fluye con dirección general NO hasta desembocar en el río Malleco, en los límites  de la ciudad de Angol, hacia el noreste.

## Caudal y régimen
El río Huequén es el más importante afluente del río Malleco.: 426 

## Historia
Francisco Astaburuaga escribió en 1899 en su obra póstuma Diccionario geográfico de la República de Chile sobre el río:
Huequén (Río de).-—Nace en la vertiente occidental de la cordillera de Pemehue por la inmediación al sudoeste de las fuentes del Malleco. Corre primero por el departamento de Collipulli y después por el de Angol, llevando una dirección hacia el NO. hasta unirse con ese río por su margen sur á corto trecho al E. de la ciudad de Angol y poco más abajo del fuerte de su nombre, al cabo de unos 100 kilómetros de curso. Sus riberas son, por lo común, bajas, selvosas y de terrenos cultivables. En las de su tercio superior se halla el pueblo de Ercilla. Su caudal es bastante mediano, aunque recibe varios cortos afluentes, como los riachuelos de Chicauco, Pidenco, Nupanqui, Requén y Ñipaco.